# Avelesges
Avelesges là một xã thuộc tỉnh Somme, vùng Hauts-de-France, Pháp.

## Dân số
| 1851 | ? | 1954 | ? | 1962                                         | 1968 | 1975 | 1982 | 1990 | 1999 |
| ---- | - | ---- | - | -------------------------------------------- | ---- | ---- | ---- | ---- | ---- |
|      |   |      |   | 76                                           | 86   | 63   | 65   | 51   | 58   |
|      |   |      |   | Số liệu từ năm 1962, dân số không tính trùng |      |      |      |      |      |